# Данюшевский, Давид
Давид Данюшевский (1885—1944) — польский шахматист.
Один из сильнейших лодзинских шахматистов первого 20-летия XX века. Автор «Юбилейной книги Лодзинского общества любителей шахмат», которая была опубликована в 1938 году по случаю тридцатилетия клуба.
До 1922 года он написал (на русском языке) монографию о русском шахматисте Михаиле Чигорине, единственный экземпляр которой был передан в 1947 году советским гроссмейстерам, посещавшим Лодзь. Рукопись не была опубликована. Он также написал черновик произведения, посвященного Давиду Яновскому, который, однако, не был завершен.
Во время Второй мировой войны был узником лодзинского гетто. Имеются записи шахматных партий Данюшевского, сделанные им собственноручно в этот период. Датировка последней игры, которую он сыграл 9 февраля 1944 года с доктором Саломоном Шапиро, по-видимому, указывает на то, что Давид Данюшевский оставался в гетто до его ликвидации. Подробности смерти неизвестны.

## Спортивные достижения
| Год  | Город           | Турнир                                 | + | − | = | Результат | Место |
| ---- | --------------- | -------------------------------------- | - | - | - | --------- | ----- |
| 1907 | Лодзь           | Всероссийский турнир                   | 2 | 5 | 5 | 4½ из 12  | 10—11 |
| 1909 | Санкт-Петербург | Всероссийский турнир любителей         | 6 | 3 | 7 | 9½ из 16  | 4—6   |
| 1920 | Москва          | Всероссийская шахматная олимпиада 1920 | 3 | 4 | 8 | 7 из 15   | 9—10  |
| 1927 | Лодзь           | 2-й чемпионат Польши                   | 3 | 6 | 5 | 5½ из 14  | 10    |